# Cayo Porcio Catón
Cayo o Gayo Porcio Catón  fue un político y militar de la República romana, cónsul del año 114 a. C. junto con Manio Acilio Balbo

## Familia
Hijo menor de Marco Porcio Catón Liciniano y nieto de Catón el Viejo, es mencionado por Cicerón como un mediocre orador.

## Carrera política
De joven fue seguidor de Tiberio Sempronio Graco. En el año 114 a. C. fue cónsul con Manio Acilio Balbo (cónsul 114 a. C.) y recibió la provincia de Macedonia. En Tracia combatió sin éxito a los escordiscos. Su ejército fue acorralado en las montañas y escapó con dificultad, aunque Amiano Marcelino afirma erróneamente que fue muerto en la emboscada.
Decepcionado del botín de guerra obtenido en Tracia, se dedicó a hacer extorsiones en Macedonia. Debido a esto fue acusado y condenado a pagar una multa.
Fue legado en la guerra contra Jugurta en África, donde fue sobornado por este rey y, para escapar de la condena (110 a. C.), huyó a Tarraco donde se hizo ciudadano de esa ciudad.
Ha sido a veces confundido con su hermano mayor, el también cónsul Marco Porcio Catón.